# 徳島運輸支局
徳島運輸支局（とくしまうんゆしきょく）は国土交通省の地方支分部局である運輸支局のひとつ。四国運輸局管内。

## 所在地

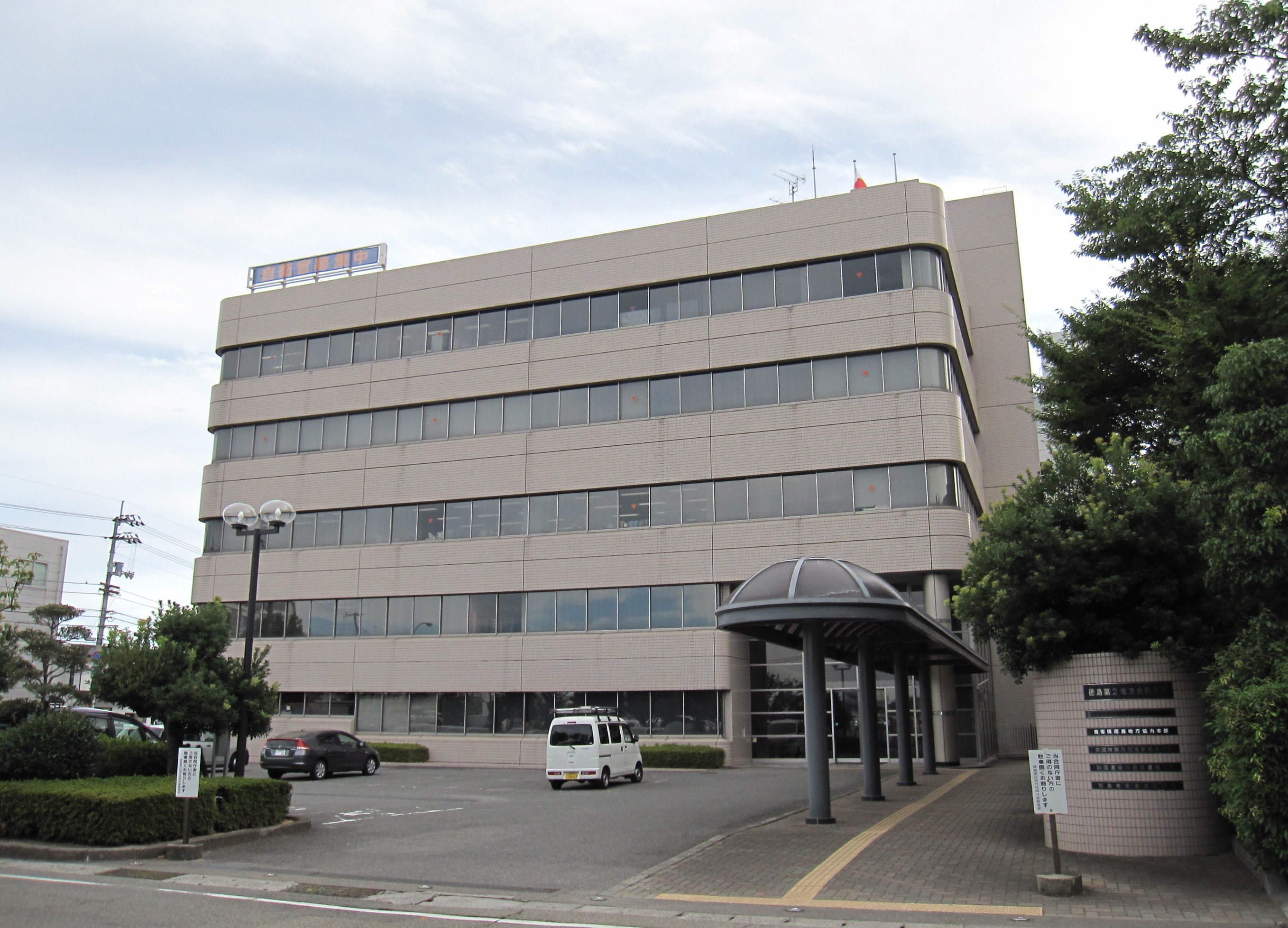
徳島運輸支局本庁舎が入居する
徳島第2地方合同庁舎

本庁舎（総務企画・海事部門）
徳島県徳島市万代町3丁目5-2 徳島第2地方合同庁舎
応神町庁舎（陸運部門）
徳島県徳島市応神町応神産業団地1-1

## 自動車登録管轄区域
- 徳島県全域である。
  - ここで交付されるナンバープレートは「徳島」ナンバーになる。
  - 1988年以前に交付されていたナンバープレートは｢徳｣ナンバーであった。